# Snær

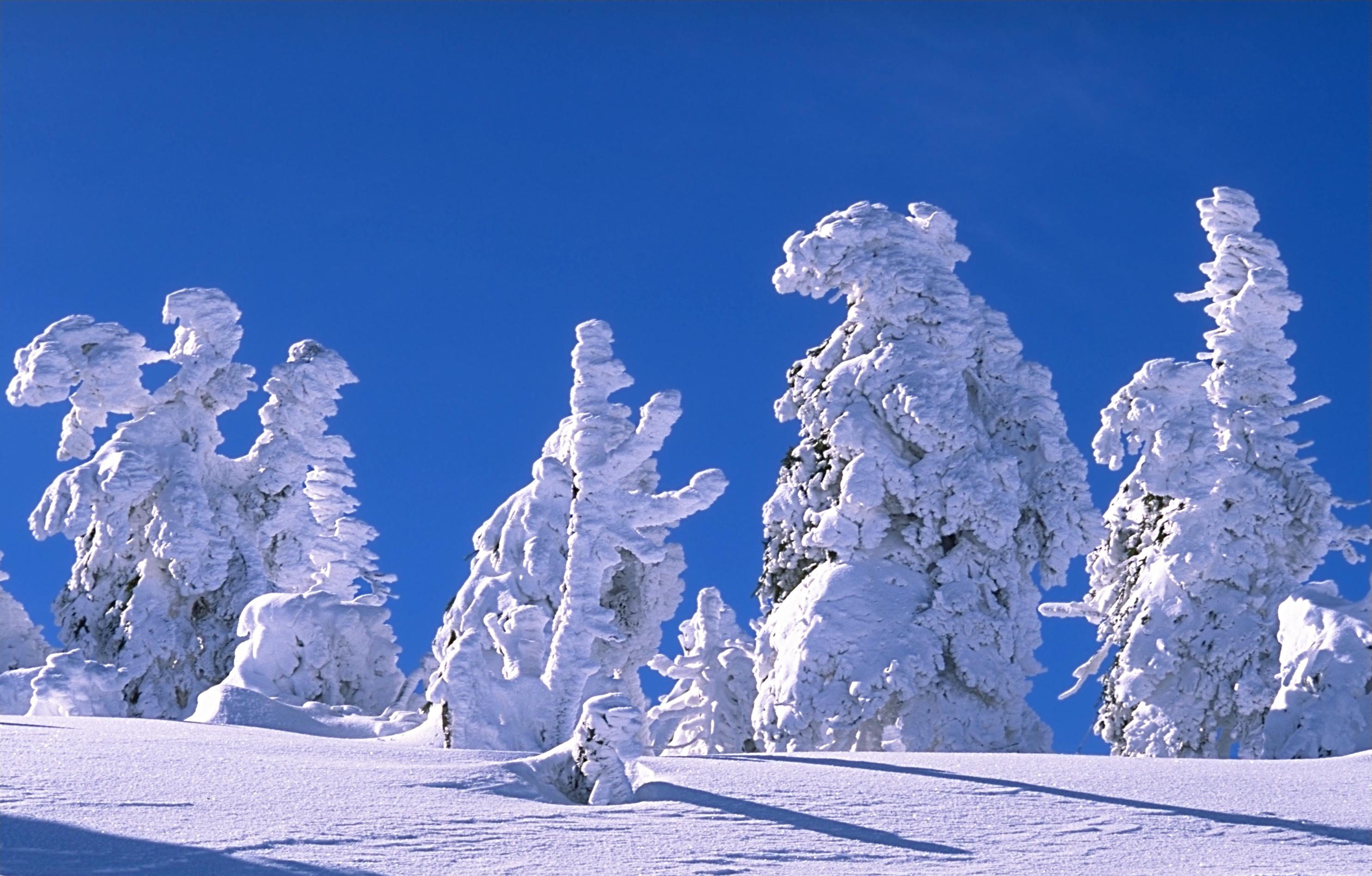
Escarcha de hielo sobre los árboles en el Brocken (montaña), Harz, Alemania

Snær (nórdico del este Sniō, latín Snio) significa 'nieve' en nórdico antiguo y en la mitología nórdica es la personificación de esta, aunque aparece en varios textos bajo la forma evemerizada de un legendario rey escandinavo.

## Tradición islandesa
En la saga Orkneyinga, 'Nieve el Viejo' (Snærr hinn gamli) es hijo de Frosti 'escarcha', quien a su vez es hijo de Kári. En el relato Hversu Noregr byggdist ('Como Noruega fue habitada') en el Libro de Flatey, Snær es hijo de Jökul (Jǫkull 'carámbano, hielo, glaciar'), hijo de Kári. Kári es señor del viento y hermano de Ægir o Hlér y Logi, los tres hijos del gigante Fornjót. Fornjót es evemerizado en estas tradiciones como un antiguo rey de Finlandia y Kvenland.
El hijo de Snær en la saga Orkneyinga y Hversu es Thorri 'nieve-congelada'. El Hversu también cuenta tres hijas de Snær: Fön (Fǫnn 'montón de nieve'), Drífa 'nevada', y Mjöl (Mjǫll, 'nieve pulverizada'). La saga Sturlaugs (sección 22) introduce al rey 'Nieve' de Finmark y su hija Mjöl la cual vuela rápidamente a través del aire.
La saga de los Ynglings relata como Vanlandi, el gobernador de Suecia visitó a Snær en Finlandia y se casó con su hija Drífa, pero partió en primavera y jamás regresó. Drífa tuvo con Vanlandi un hijo llamado Visbur. 
El Hversu también lo menciona, cuando habla del distante descendiente de Snær, Halfdan el Viejo, y que la vida de Snær duró trescientos años.
El hijo de Snær, Thorri reinó luego como rey de Götaland, Kvenland, y Finlandia. Thorri tuvo dos hijos llamados Nór y Gór y una hija llamada Gói ('nieve fina').

## Tradición danesa

### Snær y Lǣ
Un legendario rey danés llamado Snær (Sniō) aparece en los Annales Ryensis, sección 14, y en el Chronicon Lethrense, sección 5, entre los reinados de Helgi y Hrólfr Kraki.
El Chronicon Lethrense contiene el texto de la historia folclórica popular del Rey Can luego de la muerte de Helgi. En este relato el rey Hākun de Suecia envió un pequeño perro a los daneses para que lo tomaran como rey pero advirtió que cualquiera que le avisara de su muerte perdería la vida. Un día, cuando perros más grandes se encontraban luchando, el pequeño perro rey, saltó al piso entre ellos y fue muerto. Luego Lǣ, el gigante de Lǣsø̄ (Læsø), dio algunos consejos a quien cuidaba su ganado, Snær. (Lǣ es una forma danesa de Hlér, un nombre común para Ægir que es el tío-bisabuelo de Snær en la tradición nórdica). Snær fue a la corte de Hākun y hablando con adivinanzas finalmente logró que fuese el rey mismo quien dijera que el perro había muerto. Snær fue entonces designado rey de Dinamarca en lugar del perro. Fue un rey despiadado, opresivo y deshonesto. Envió a su sirviente llamado Roth 'Rojo', el cual le desagradaba, al gigante Lǣ para que le preguntase como él, Snær, iba a morir, intentado así que Lǣ matara a Roth que sería incapaz de pasar las pruebas del gigante. Roth pasó las pruebas y Lǣ le dio un par de guantes para que se los llevase a Snær como respuesta. Snær se los puso durante una asamblea y lo atacaron pulgas que lo devoraron hasta la muerte. Luego de esto el hijo de Helgi, Hrólf Kraki fue convertido en rey.
Los Anales de Lund relatan la misma historia, salvo que el rey sueco es Adils lo que da más sentido a otras historias y relatos donde se menciona que es Adils quien reina en Suecia durante los reinados en Dinamarca de Helgi y su hijo Hrólf Kraki.

### Snær hijo de Sivald
Saxo Grammaticus en su Gesta Danorum ubica el reinado de Snær mucho más tardío en la historia danesa, contando sobre él en el libro VIII entre los reyes que reinaron luego de la muerte de Harald Hilditonn. Aquí Snær es un legítimo rey de Dinamarca, hijo del rey Sivald.
Del rey Sivald, Saxo no menciona demasiado salvo que Sivald era hijo de Broder, hijo del rey Jarmerik que en realidad es Hermanarico, rey de los Ostrogodos cambiado por Saxo en una de sus fuentes como rey de Dinamarca.
Saxo menciona a Snær como un valiente vikingo durante la vida de su padre, quien luego de obtener la corona aplastó a dos campeones llamados Eskil y Alkil y de ese modo recuperó Escania. Saxo luego continua con una historia romántica sobre el amor que sentía Snær por la hija de un rey de Götaland cuyo nombre no menciona y que fue derrotado en un combate por Snær y donde los términos de la batalla indicaban que quien venciera gobernaría Dinamarca y Götaland. Pero luego de encontrar que la hija del rey muerto se había casado con un rey de Suecia del cual tampoco se da el nombre, Snær, con la ayuda de un cómplice se disfrazó como un mendigo y la raptó. A esto le siguió una guerra con Suecia de resultados no concluyentes.
Luego vino una gran hambruna debido al mal clima, esto tal vez fuera una alegoría que relaciona a Snær con la personificación de la nieve. Debido a la falta de grano, Snær prohibió hacer bebidas fuertes de estos y ordenó la abstinencia de beber alcohol bajo amenazas de pena de muerte. Saxo continua su historia con el relato de un alcohólico que se salvó a sí mismo de la muerte con excusas inteligentes y finalmente convenció a Snær para que rescindiera esas leyes. De acuerdo a Saxo esta hambruna y la partida de muchos daneses explicaba la razón por la cual en sus días gran parte de la tierra danesa estaba cubierta con bosques en los cuales había montículos de piedras que indicaban que esa tierra había sido en algún momento un campo cultivado.
Según este relato, Snær fue sucedido por su hijo, Biorn.